# Čcheng-te (prefektura)
Čcheng-te (čínsky pchin-jinem Chéngdé, znaky 承德; dříve též Džehol nebo Že-che, čínsky pchin-jinem Rèhé, znaky 热河) je městská prefektura v Čínské lidové republice. Patří k provincii Che-pej.
V celé prefektuře žilo v roce 2020 přes 3,3 milionů obyvatel na ploše 39 455 čtverečních kilometrů.
Nejvýznamnější památkou prefektury je letovisko Čcheng-te zařazené mezi Světové dědictví UNESCO.

## Správní členění
Městská prefektura Čcheng-te se člení na jedenáct celků okresní úrovně, a sice dva městské obvody, jeden městský okres, jeden důlní obvod, čtyři okresy a tři autonomní okresy.
| 2 1 3 okres · Čcheng-te okres · Sing-lung okres · Luan-pching okres · Lung-chua autonomní okres · Feng-ning autonomní okres · Kchuan-čcheng autonomní okres · Wej-čchang městský okres · Pching-čchüan 1. Šuang-luan 2. Šuang-čchiao 3. důlní obvod Jing-šou-jing-c’ |                      |                       |                       |             |                                         |
| Název | Název                | Počet obyvatel (2010) | Počet obyvatel (2020) | Rozloha km² | Hustota zalidnění (obyv. na km²) (2020) |
| český přepis | znaky                | Počet obyvatel (2010) | Počet obyvatel (2020) | Rozloha km² | Hustota zalidnění (obyv. na km²) (2020) |
| Městské obvody |                      |                       |                       |             |                                         |
| Šuang-čchiao | 双桥区               | 424 897               | 493 806               | 629         | 785                                     |
| Šuang-luan | 双滦区               | 146 878               | 187 361               | 457         | 410                                     |
| Důlní obvod |                      |                       |                       |             |                                         |
| Jing-šou-jing-c’ | 鹰手营子矿区         | 62 454                | 54 730                | 151         | 363                                     |
| Městský okres |                      |                       |                       |             |                                         |
| Pching-čchüan | 平泉市               | 446 939               | 399 378               | 3 281       | 122                                     |
| Okresy |                      |                       |                       |             |                                         |
| Čcheng-te | 承德县               | 388 554               | 340 579               | 3 695       | 92                                      |
| Luan-pching | 滦平县               | 287 986               | 268 647               | 2 996       | 90                                      |
| Lung-chua | 隆化县               | 372 030               | 347 707               | 5 444       | 64                                      |
| Sing-lung | 兴隆县               | 314 730               | 271 628               | 3 123       | 87                                      |
| Autonomní okresy |                      |                       |                       |             |                                         |
| Feng-ning (mandžuský) | 丰宁满族自治县       | 357 029               | 326 353               | 8 731       | 37                                      |
| Kchuan-čcheng (mandžuský) | 宽城满族自治县       | 250 304               | 240 579               | 1 932       | 125                                     |
| Wej-čchang (mandžuský a mongolský) | 围场满族蒙古族自治县 | 421 400               | 423 676               | 9 018       | 47                                      |
| |                      |                       |                       |             |                                         |
| Celkem | Celkem               | 3 473 201             | 3 354 444             | 39 455      | 85                                      |

## Partnerská města
- Dakota County, USA
- Kašiwa, Japonsko
- Santo André, Brazílie
- Takasaki, Japonsko